# Wimbledon Championships 1886
Die zehnten Wimbledon Championships fand 1886 auf dem Gelände des All England Lawn Tennis and Croquet Club an der Worple Road statt. Bei der Challenge Round der Herren waren erneut etwa 3.500 Zuschauer anwesend.

## Herreneinzel
Es nahmen, wie schon im Vorjahr, 23 Spieler am All Comer-Wettbewerb teil. In einer dritten Auflage der Challenge Round zwischen William Renshaw und Herbert Lawford setzte sich erneut Renshaw klar durch. Dabei gewann er den ersten Satz mit 6:0 in neuneinhalb Minuten und feierte seinen sechsten Titel in Folge.

## Dameneinzel
Im All-Comers-Wettbewerb traten acht Spielerinnen an. Die Herausforderin Blanche Bingley gewann, für die Zuschauer etwas überraschend, die erste Challenge Round bei den Damen gegen Maud Watson mit 6:3 und 6:3.

## Herrendoppel
Mit dem Finalsieg über Claude Farrer und Arthur Stanley in 6:3, 6:3, 4:6 und 7:5 erreichten die Brüder Renshaw ihren dritten Doppeltitel in Folge.